# Phyllophaga spinifemora
Phyllophaga spinifemora är en skalbaggsart som beskrevs av Saylor 1940. Phyllophaga spinifemora ingår i släktet Phyllophaga och familjen Melolonthidae. Inga underarter finns listade i Catalogue of Life.